# Сінт-Ніколасга
Сінт-Ніколасга (нід. Sint Nicolaasga) — село в нідерландській провінції Фрисландія. Входить до муніципалітету Фріске-Маррен.
Його площа становить 11,89 км², а населення станом на 2021 рік складало 3 290 осіб.

## Галерея

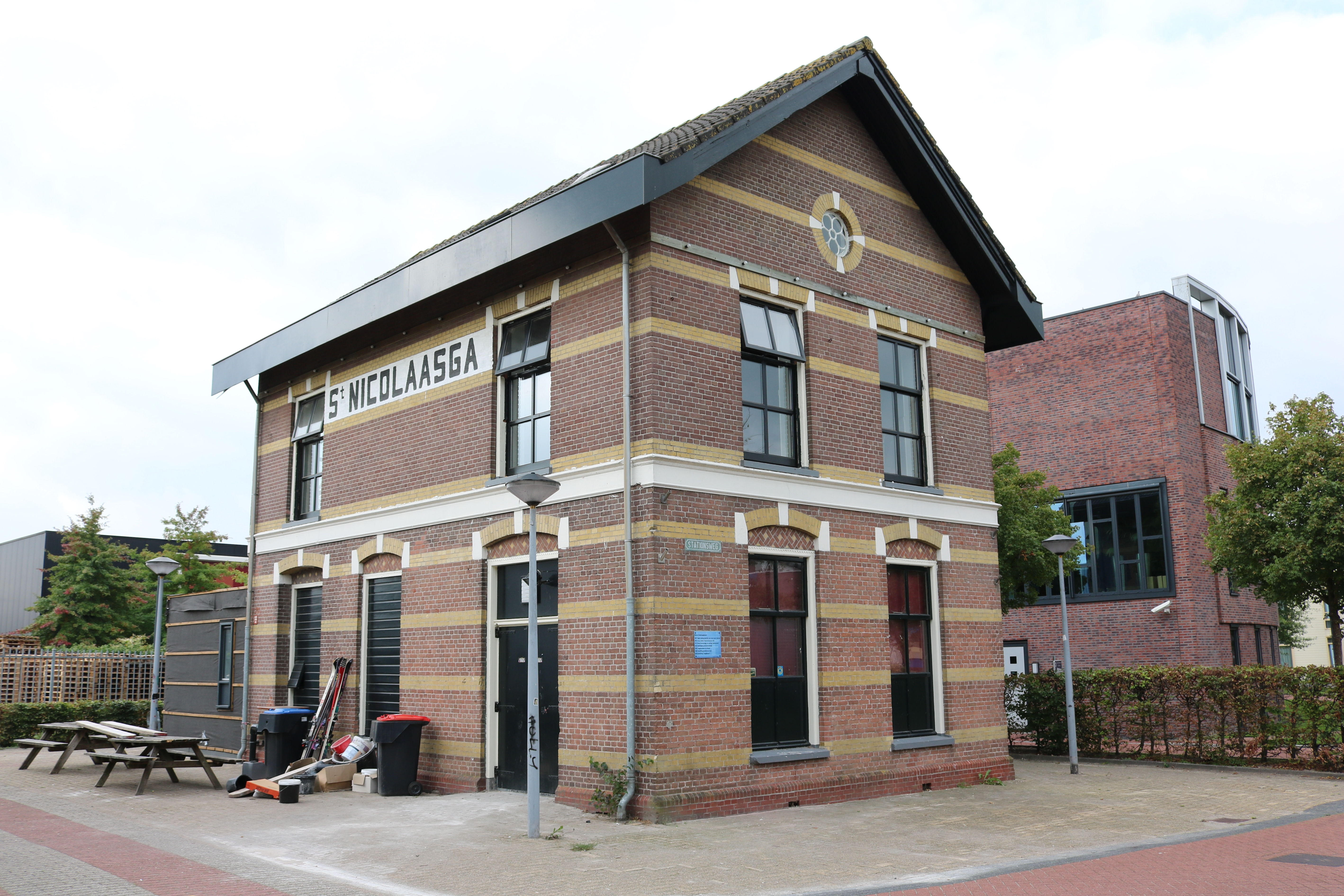
Будівля колишньої трамвайної станції
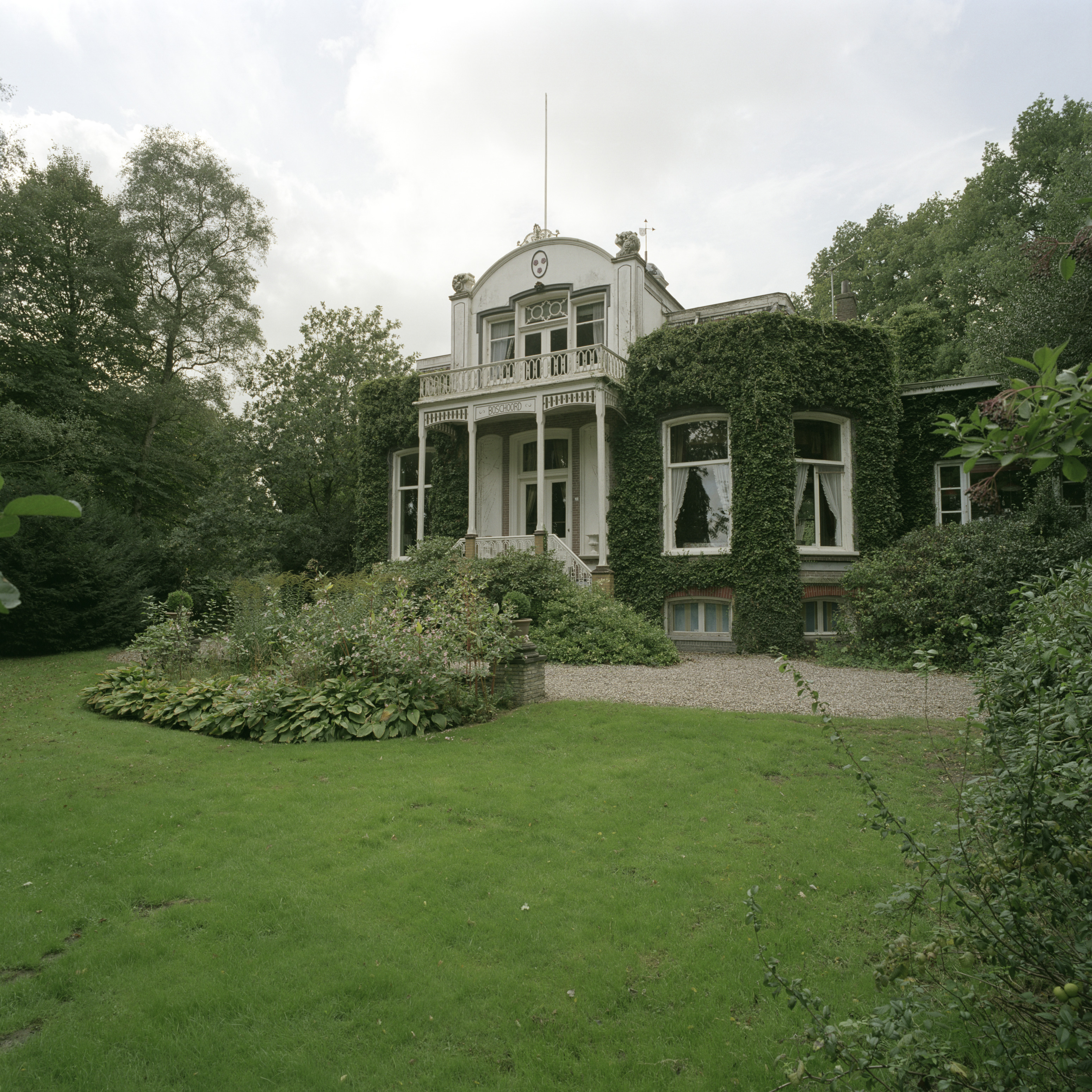
Вілла Boschoord
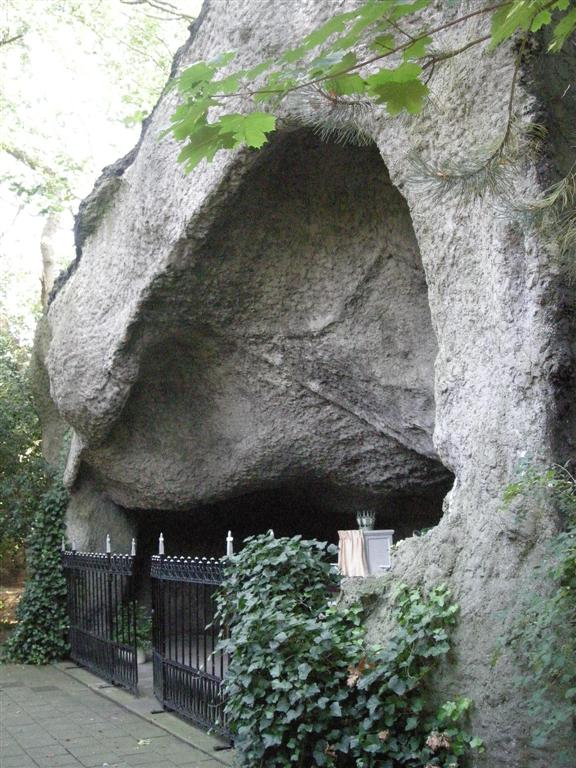
Вхід до печери
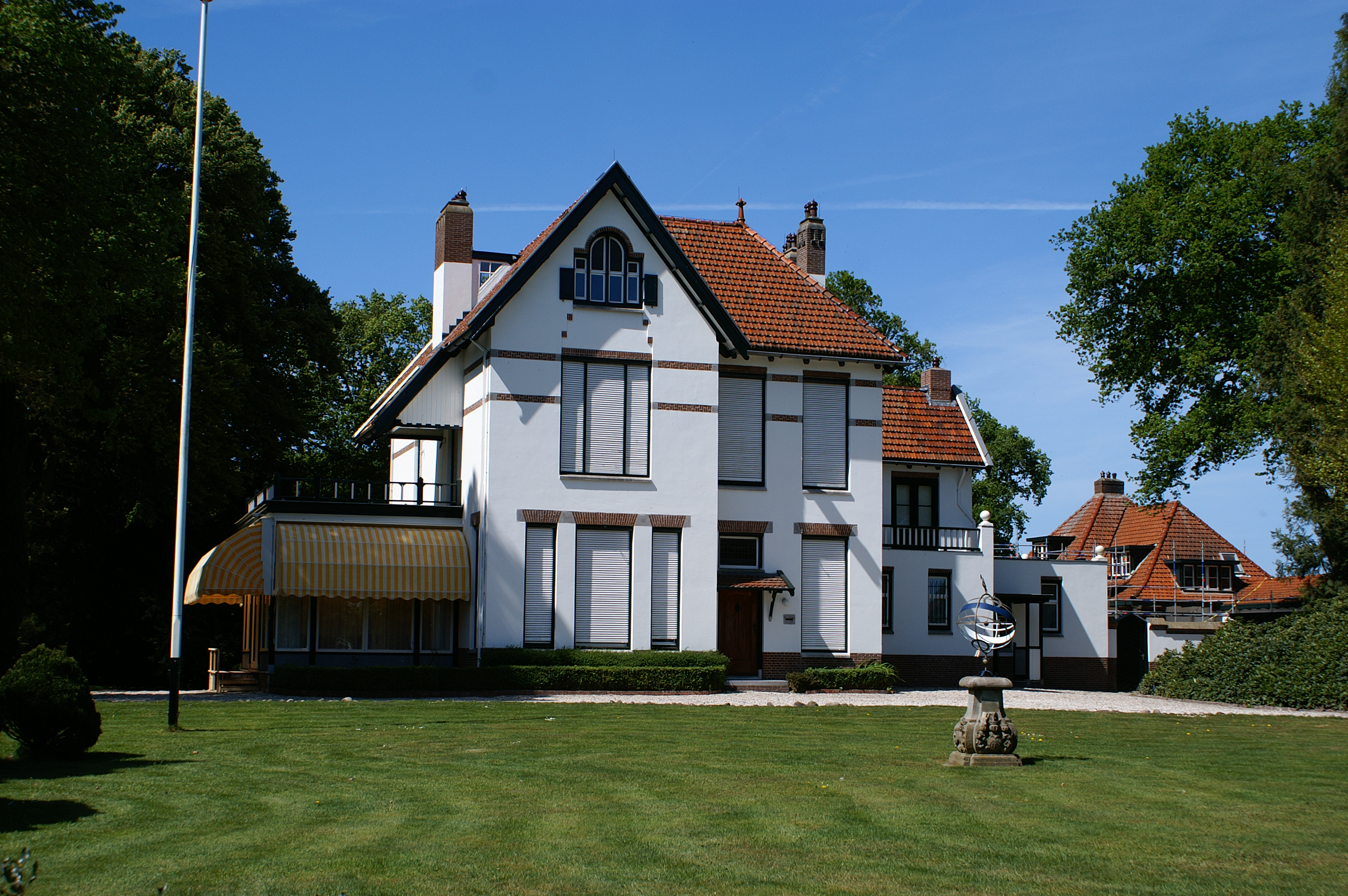
Маєток Doniastate